# 海南鹅掌柴
海南鹅掌柴（学名：Schefflera hainanensis）为五加科鹅掌柴属的植物，为中国的特有植物。分布于中国大陆的广东等地，生长于海拔1,300米至1,600米的地区，见于常绿阔叶林中，目前尚未由人工引种栽培。
其种加词“hainanensis”意为“海南的”。